# Устречина
Устречина — озеро на западе Новгородской области, расположенное на территории Славитинского сельского поселения Волотовского района. Принадлежит бассейну Невы.
Расположено в 22 километрах к юго-западу от посёлка Волот, на территории заказника «Болото Должинское». Высота над уровнем моря — 88 метров. Озеро округлой формы, длина около 0,87 км, ширина до 0,77 км. Площадь водной поверхности составляет 0,6 км². Окружено болотами. Устречина — сточное озеро, соединено канавой с рекой Северкой.
Код водного объекта в государственном водном реестре — 01040200411102000024190.